# Frederick Merriman
	Frederick Harris Merriman (Chipping Campden, 18 mei 1873 - Gloucester, 27 juni 1940) was een Brits sporter. 
Merriman was lid van het team van de Londense politie die tijdens de Olympische Zomerspelen 1908 in eigen land de gouden medaille won bij het touwtrekken.
1900: Aabye, Schmidt, Winckler, Nilsson, Söderström, Staaf ·
1904: Olson, Johnson, Seiling, Magnusson, Flanagan ·
1908: Barrett, Goodfellow, Humphreys, Hirons, Ireton, Merriman, Mills, Shepherd ·
1912: Andersson, Bergman, Edman, Fredriksson, Gustafsson, Jonsson, Larsson, Lindström ·
1920: Canning, Holmes, Humphreys, Mills, Sewell, Shepherd, Stiff, Thorn